# Литва (присілок)
Ли́тва (рос. Литва, ерз. Литва) — присілок у складі Краснослободського району Мордовії, Росія. Входить до складу Старозубарьовського сільського поселення.
Населення — 257 осіб (2010; 248 у 2002).
Національний склад (станом на 2002 рік):
- росіяни — 77 %